# ポイズンJULIE澤田
ポイズン澤田（ポイズンさわだ、1964年2月5日 - ）は、日本の元プロレスラー。本名：澤田 篤男（さわだ あつお）。

## 来歴
1981年、新日本プロレスに入門したが、1983年に負傷により新日本を退団する。
1988年、アメリカへ渡り、ボリス・マレンコが主宰しているマレンコ道場でトレーニングを積む。同年、ベトナム人キャラ「ホー・チー・ミン」としてデビュー。
1992年、日本で試合をするに当たり「ホー・デス・ミン」に改名。その後、PWC、IWA流山と所属を変える。IWA流山が、ユニオンプロレスと改称したのを期に「ポイズン澤田」に改名。1994年12月にはユニオン流山大会でザ・マミーと「ノーロープ有刺鉄線ランバージャック猛毒マムシデスマッチ」を行い、マムシに噛まれて「死にたくない!」と泣き叫んだことでインディー・プロレスファンに広く知られるようになる。
ユニオンプロレスを離脱後一時「ホー・デス・ミン」として西日本プロレスにも参戦するが、団体が活動停止。同じく西日本プロレスに参加していた徳田光輝と新団体「Jet's」旗揚げに動くも、資金面等で問題が発生し旗揚げ前に頓挫。その後、フリーになるが、負傷によりしばらくリングから遠ざかる。
1999年、DDTプロレスリングに参戦して当初は「もう一度輝きたいレスラー」という扱いで、女子の元気美佐恵にすら圧倒されるキャラであったが、2000年6月にアイアンマンヘビーメタル級王座を創設、初代王者に。9月には蛇神が降臨して「蛇界転生」なるユニットを結成、ポイズン澤田JULIE（沢田研二に肖っての改名。「蛇界転生」も沢田研二主演映画「魔界転生」から）と改名。その後はDDTのファンタジー路線を代表するキャラクターとして活躍し、古巣新日本プロレスの日本武道館大会にもゲスト出場を果たす。また、米山蛇織とのミックスタッグで男子選手として初めてJWP認定タッグ王座に挑戦したこともある。
一時は宗教団体「蛇光」の教祖も名乗るが、2005年5月に血清を飲まされ真人間「ポイズン澤田」に戻るとユニオンプロレスの再旗揚げを宣言、11月3日に再旗揚げ戦を挙行する。
一方DDT本隊においても2000年からタイムマシンで連れて来られる形でポイズン澤田JULIEを復活させ、DDTではポイズン澤田JULIE、ユニオンではポイズン澤田という2つの顔を持つ。後にユニオンプロレスを離脱。
2007年2月、「明るく楽しく激しい蛇界」をモットーに、蛇界を「フルーツ軍団」とする。「ドリアン澤田JULIE」となり、マンゴー福蛇らと活動。澤田、福蛇、桃鷲透の3人で自由が丘6人タッグ王座を戴冠した。その後7月、高木三四郎に改造手術されて「改造人間ジャカイダー」となるも、10月に「DDTレジェンド軍」を高木が結成するのに伴いポイズン澤田JULIEへ戻る。
2009年の両国国技館で行われた『両国ピーターパン 〜大人になんてなれないよ〜』ではシングルマッチでは、かつて所属していた新日本の蝶野正洋と対戦。敗れはしたものの、蝶野に対して呪文をかけることに成功した。
2011年8月、アントーニオ本多が占い師に相談した結果、「ポイズン澤田JULIE」ではバランスが悪く、今後いいことが何もないことが判明。そこで、「ポイズン澤田JULIE」から「ポイズンJULIE澤田」へと改名すれば黄金期がやってくる、ということで8月28日後楽園ホール大会より改名が決定。パラシュートを背にTOKIOで入場する「プロレス界賊」ギミックにチェンジした。
2012年、2008年頃から患わっていた頸椎ヘルニアの症状が回復しないため、11月25日のDDT後楽園大会をもって引退。引退までの数試合ではリングネームを「ポイズン澤田JULIE」に戻し、蛇界転生も復活させた。
その後も時折DDTの会場に姿を現し、本名の澤田篤男の名でベルトの立会人などを務めていた。また2014年4月29日には、自身の創設したアイアンマンヘビーメタル級のベルトを封印しようとする第999代王者の高木三四郎からベルトを奪うため、選手だけではなく練習生の宮武俊にまで蛇人間改造エキスを使い蛇人間にして、数年ぶりに蛇軍団を作った。同年12月8日の木村浩一郎追悼興行ではポイズン澤田JULIEとして一夜限りの復活でバトルロイヤルに参加している。
2015年12月12日、東京女子プロレスの会場に「流山の老人」と称しポイズン澤田JULIEの姿で登場。同団体のミウラアカネを蛇界へ誘い「ポイズン・ミウラ」に改造。更に自ら志願したKANNAを2016年1月24日に「ポイズンKANNA」に改造。
2017年3月21日、さいたまスーパーアリーナで行われた『Judgement2017〜DDT旗揚げ20周年記念大会〜』のダークマッチ「アイアンマンヘビーメタル級＆キング・オブ・ダーク両選手権時間差入場バトルロイヤル『祝・DDTプロレス旗揚げ20周年記念ドラマティック・ランボー』時間無制限勝負」に参戦。同年9月13日、渋谷club ATOM大会に蛇界のプロテインで改造した蛇け下幸之介と蛇き人を引き連れて参戦。
2021年、夢闘派興行において「ホー・デス・ミン」が復活。以降、松崎和彦・戸井マサルと共にクレイジーユニオンを結成した。
2022年3月20日、DDT両国国技館大会において、レジェンド軍メンバーとして「ポイズンJULIE澤田」参戦。佐々木貴、GENTARO、MIKAMI、タノムサク鳥羽 with ナオミ・スーザンとしてKO-D10人タッグ王座を戴冠した。

## 得意技
パイレーツ A GOGO
ダウンした相手の喉元に鉤爪状にした手刀を落とす。
キャトルミューティレーション
天龍源一郎の使用するWARスペシャルの状態から前転し、ブリッジを利かせ、首、肩を同時に締め上げる拷問技。
モアイ・オブ・イースター
ファルコンアローの要領で繰り出す変形フェースバスター。
ユニオンプロレスでは技名がポイズン・ファンタジアとなる。
呪文
右手、もしくは左手を細かく振動させて、相手を意のままに操る技。対象は対戦相手、レフェリー等。動きを止める、レフェリーに対しては、対戦相手を攻撃させる、等の事が可能だが、かなりの体力を消費する。タッグマッチの場合、掛けている相手のパートナーの奇襲を背後から受けるのもお約束となっている。
マムシバイス
アナコンダバイスと同型。
ガラガラスリーパー
フロントチョーク
足4の字固め
ヤマタノオロチ
スリーパーホールドをかけながらの払い腰。相手は顔面からマットに叩きつけられる。鈴木みのるが使用する逆落としに類似する技。
フライングニールキック
チョークスラム
毒霧"グリーンミスト"

## タイトル歴
PWC
- PWCジュニアヘビー級王座（初代）

DDTプロレスリング
- KO-D無差別級王座（第3代、第17代）
- KO-D10人タッグ王座（第7代）（パートナーはGENTARO、佐々木貴、MIKAMI、タノムサク鳥羽）
- アイアンマンヘビーメタル級王座（初代、第4代、第9代、第11代、第134代、第277代、第894代、第1597代、第1707代）
- 自由が丘広小路会認定6人タッグ王座（第2代、第4代）（パートナーは高木三四郎、猪俣潤→桃鷲透、マンゴー福蛇）
- KING OF DDTトーナメント優勝（2004年）

バトスカフェ
- レッスルブレインカップ王座

CMA
- CMAヘビー級王座（第2代）

## リングネーム
- ホー・チー・ミン（海外時代）
- ホー・デス・ミン（日本デビュー時代）
- ポイズン澤田（ユニオンプロレス時代）
- ポイズン澤田BLACK（DDTプロレスリング初期）
- ポイズン澤田JULIE
- ドリアン澤田JULIE
- ポイズンJULIE澤田
- 澤田"マレンコ"篤男（ハードヒット参戦時に使用）
- ポイズン澤田ジュミー（猪熊雄介がポイズン澤田JULIEのDNAから作り出したクローン人間）
- 心霊治療の先生（2002年、蛇神によって石化されて復活後、ポイズン澤田JULIEの他にもっていたリングネーム）
- 改造蛇人間ジャカイダー（高木三四郎の改造手術を受けて誕生した改造蛇人間）

## 蛇人間
- 赤レンジャーズ（アカレンジャーズ：佐々木貴、GENTARO）
- 多咬刺（佐々木貴）
- ザンスリアン女王（ナオミ・スーザン）
- クマーチャリー（猪熊裕介）
- MIJAMI（MIKAMI）
- JARASHIMA（HARASHIMA）
- ポイズンKANNA（KANNA）
- ポイズン・ミウラ（ミウラアカネ）
- ドクロ・ハブ影（KUDO)
- マサ高マムシ（高梨将弘）
- 後藤蛇つ俊（後藤達俊）
- 蛇が井満也（長井満也）
- 望月真蛇晃（望月成晃）
- 米山蛇織（米山香織）
- 大蛇透（大鷲透）
- 蛇影（黒影）
- 蛇イアント（石川修司）
- マンゴー福蛇（ベアー福田）
- スーパー・蛇蛇ダンゴ・マシン（スーパー・ササダンゴ・マシン）
- アントーニオ本蛇（アントーニオ本多）
- 中蛇ワマイケル（中澤マイケル）
- 蛇ウス（ゼウス）
- 魔蛇美（諸橋正美）
- 美月蛇音（美月凛音）
- 蛇界坊ヘビダー（サンダー）
- 高尾蒼蛇（高尾蒼馬）
- 蛇き人（彰人）
- 平蛇一喜（平田一喜）
- 蛇け下幸之介（竹下幸之介）
- 宮蛇ケ俊（宮武俊）
- 毒蝮三四郎（高木三四郎）
- 中蛇魔翔子（中島翔子）
- HI蛇WARI（HIMAWARI）
- 凍蛇（凍雅）
- 長谷蛇ワ美子（長谷川美子）